# Copaide
Il lago Copaide o Copais (in greco antico: Κωπαΐς?, Kopaís, in greco Κωπαϊδα?) era un lago carsico dell'antica Grecia, ora prosciugato, che si trovava nella Beozia centrale, a ovest di Tebe, nei pressi di Orcomeno. Il lago, che traeva il nome dalla città di Cope che sorgeva sulle sue rive, veniva alimentato dal fiume Cefiso. I tentativi di bonifica furono iniziati da Alessandro Magno; il prosciugamento definitivo si ebbe alla fine del XIX secolo.
La zona dove un tempo era situato il lago, benché oggi sia una pianura indistinguibile dalle zone circostanti, è conosciuta ancora come Copaide.

## Drenaggio
Nell'era antica le città di Aliarto, Orcomeno, e Cheronea erano situate lungo le rive del lago Copaide e in esso confluivano i fiumi Cefiso, Termeso, e Tritón.
Molti erano i canali sotterranei che drenavano l'acqua verso il mare. Strabone cita anche la presenza di canali artificiali e di due opere di ingegneria che svolgevano il compito di impedire il deflusso delle acque dal lago. 
Durante l'epoca di Alessandro Magno buona parte della regione venne bonificata. Infatti intorno al lago si sviluppava, e tuttora lo è, una regione fertile invasa molto spesso dagli straripamenti delle acque del Copaide.
La bonifica definitiva fu iniziata verso la fine del XIX secolo ad opera dapprima di alcune compagnie francesi e successivamente da imprese inglesi che vi costruirono canali di drenaggio al fine di evitare rischi di contrarre la malaria, bonificando le paludi che si estendevano attorno al lago per circa 243 km² (60.000 acri di terreno, come riportano le fonti).
I lavori furono definitivamente conclusi solo nel 1952 per consentire la coltivazione del cotone, dei cereali e del tabacco: i diritti sul territorio passarono sempre nello stesso periodo allo Stato greco.

## Il lago tra mitologia e letteratura

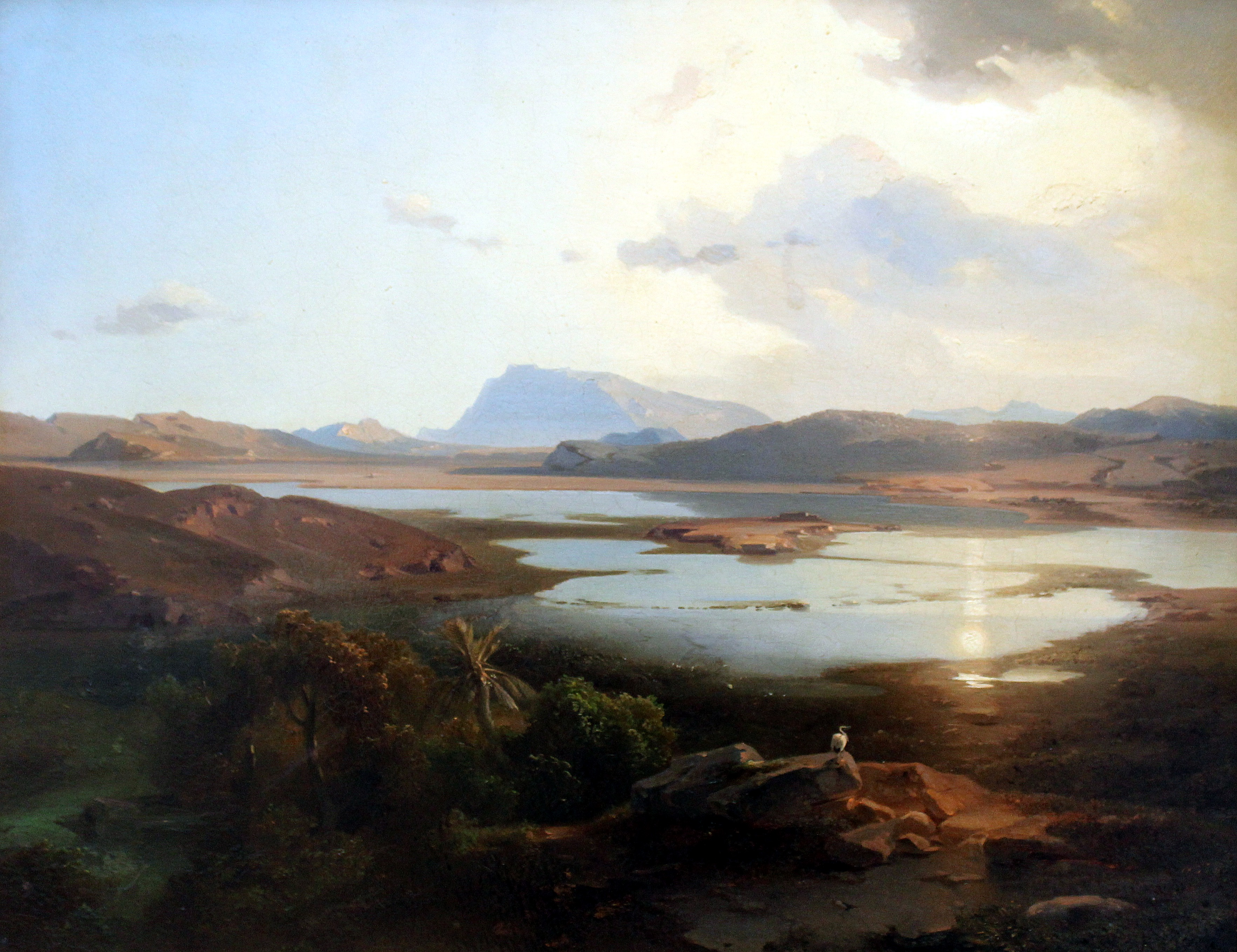
Il lago Copaide dipinto da Carl Rottmann: la tavola è conservata nel museo d'arte di Lipsia

Omero e altri autori antichi nel citare il Copaide lo indicano come il "lago Cefisis", appunto per il fiume Cefiso. Il lago che Strabone descrive come l'Ilice (Ὑλικὴ, Hiliké) deve essere il lago situato a 8 km a nord di Tebe, conosciuto come Likeri e che oggi ha ripreso l'originale toponimo di Iliki (Ylikē).
Secondo la mitologia greca, Eracle deviò l'acqua del Cefiso e inondò la pianura di Orcómeno per castigare i Mini che si erano sottomessi ai Tebani. Il Cefiso prima di allora si gettava al mare passando sotto la montagna: in seguito, Eracle ne ostruì il corso. Secondo Polieno pare che Ercole abbia fatto ciò perché era in lotta contro i Minii di Orcomeno. Sia Pausania che Aristofane dicono che il lago era noto per i suoi pesci, soprattutto le anguille.
Non ne è chiara esattamente la posizione all'interno di esso, ma il lago dovette ospitare anche un'isola più o meno grande su cui fu costruita la fortezza di Gla, un'importante costruzione micenea che ospitava anche un palazzo e ben due mégaron.
La regione che circonda il lago dovette probabilmente essere abitata anche in epoca bizantina.

## Profili geologici
La conca Copaide è un piano di frattura sprofondata a seguito di movimenti della crosta terrestre. Il lago che si formò era circondato da montagne dolomitiche (dolomie) e separato dal mare da colline carsiche (carsismo) il cui materiale di erosione sedimentandosi alzò gradualmente il suolo della conca fino a portarlo a livello dei grandi invasi che si trovavano a livello della rete di greti che attraversava la catena carsica. Fu così che si formarono canali sotterranei che portarono al mare parte delle acque del lago Copaide. Come conseguenza principale vi era il prosciugamento durante l'estate e i danni all'agricoltura. Iniziò così verso la fine del XIX secolo una serie di opere di riassetto idrogeologico.
Pare che il lago non fosse molto profondo, con i punti più bassi inclusi tra i 3 e i 5 metri. L'altezza sul livello del mare si attesta tra i 92 e i 97 metri s.l.m. Con i suoi 380 stadi di superficie, era la più grande massa d'acqua della Grecia.